# Dilshod Rakhmatullaev
Dilshod Rakhmatullaev (sinh ngày 17 tháng 2 năm 1989 ở Toshkent, Uzbekistan) là một cầu thủ bóng đá người Uzbekistan thi đấu ở vị trí tiền vệ. Hiện tại anh thi đấu cho FC Pakhtakor.

## Sự nghiệp
Anh bắt đầu sự nghiệp tại Lokomotiv Tashkent năm 2010. Vào tháng 1 năm 2014 anh chuyển đi theo dạng cho mượn đến Şanlıurfaspor. Vào tháng 7 năm 2014 anh rời Şanlıurfaspor. Rakhmatullaev quay lại Lokomotiv cuối tháng 7 năm 2014 và thi đấu tới cuối mùa giải 2015. Anh rời Lokomotiv và gia nhập Nasaf Qarshi cho mùa giải 2016.

## Quốc tế
Rakhmatullaev ra mắt chính thức cho đội tuyển quốc gia ngày 29 tháng 1 năm 2012 trong trận giao hữu trước UAE.

## Danh hiệu
Lokomotiv
Á quân Giải bóng đá vô địch quốc gia Uzbekistan (3): 2013, 2014, 2015
Cúp bóng đá Uzbekistan (1): 2014
Siêu cúp bóng đá Uzbekistan (1): 2015
Nasaf
Siêu cúp bóng đá Uzbekistan (1): 2016